# アルナウド・ダヴィド・セザル・コエリョ
アルナウド・ダヴィド・セザル・コエリョ（Arnaldo David Cézar Coelho, 1943年1月15日 - ）はブラジル出身の元サッカー審判員である。

## 概要
1965年に審判員の資格を取得、1968年にFIFAのライセンスを取得し1989年までFIFA国際審判員として活動していた。1982 FIFAワールドカップで決勝戦の審判を務めた。ヨーロッパ以外の地域出身の審判でFIFAワールドカップ決勝戦の主審を務めたのは彼が初めてである。また、国際審判最多の国際Aマッチ294試合で主審を務めている。1989年にサッカーの審判を引退した後はビーチサッカーの主審を務め、現在はテレビやラジオでコメンテーターを務めている。

## 担当した主な国際大会

### 1978 FIFAワールドカップ
1978 FIFAワールドカップでは1試合で審判を担当した。
- 1次リーググループ1: フランス代表対ハンガリー代表

### 1982 FIFAワールドカップ
1982 FIFAワールドカップでは2試合で審判を担当した。
- 2次リーググループB: 西ドイツ代表対イングランド代表
- 決勝戦: イタリア代表対西ドイツ代表